# Dumitru Gheorghe
Dumitru Gheorghe (n. 2 octombrie 1977) este un fost jucător de fotbal român.